# Manastirica (gmina Petrovac na Mlavi)
Manastirica (cyr. Манастирица) – wieś w Serbii, w okręgu braniczewskim, w gminie Petrovac na Mlavi. W 2011 roku liczyła 689 mieszkańców.